# Club de Golf La Cañada
Club de Golf La Cañada is een Spaanse golfclub vlak bij Gibraltar.
De golfbaan is in 1982 aangelegd door golfbaanarchitect Robert Trent Jones Sr. De baan heeft 18 holes en een par van 71.